# Huseník
Huseník (Arabis) je rod asi 120 druhů rostlin vyrůstající v Evropě, v netropických oblastech Asie, ve vyšších nadmořských výškách Afriky a na území Severní Ameriky.

## Popis
Rostliny rodu huseník jsou jednoleté, dvouleté až víceleté, nejčastěji to bývají byliny s tenkým hlavním kořenem a jen řídce polokeře či keře. Jejich přímé nebo vystoupavé rozvětvené lodyhy jsou obvykle porostlé chlupy, nejčastěji jednoduchými, řidčeji rozvětvenými nebo hvězdicovitými, jen ojediněle jsou holé. Listy s celistvými čepelemi bývají přízemní a lodyžní, po obvodě jsou zubaté, pilovité nebo zvlněné. Přízemní mnohdy mají řapíky a rostou v růžicích, střídavé lodyžní jsou přisedlé nebo objímavé s oušky.
Symetrické oboupohlavné květy jsou v květenstvích uspořádané do hroznu (řídce i rozvětveného), který je občas bez listenů. Lístky kališní bývají vztyčené až šikmo odstávající, vejčité nebo podlouhlé, někdy jsou u báze vakovitě vyduté a vždy volné. Lístky korunní, delší než kališní, jsou barvy bílé, žlutavé nebo nafialovělé a tvaru obvejčitého, podlouhlého či eliptického s tupým nebo zaokrouhleným vrcholem. Čtyřmocných tyčinek s volnými nitkami je šest, prašníky jsou vejčité nebo podlouhlé a barvy žluté až bílé; obvykle prstencovitá nektaria bývají čtyři. Podlouhlý semeník může obsahovat 10 až 100 vajíček, kratičká čnělka nese obvykle hlavičkovou nebo mírně dvoulaločnou bliznu.
Plody rostou na vztyčených nebo šikmých stopkách, jsou to podlouhlé, elipsovité, někdy zploštělé pukající šešule se semeny v jedné nebo dvou řadách. Zploštělá, obvykle hladká semena při navlhnutí neslizovatí, někdy jsou vybaveny malým křídlem.
Mimo druhů uvedených v taxoboxu se v přírodě ČR objevují i mezidruhoví kříženci:
- Arabis hirsuta × Arabis nemorensis
- Arabis hirsuta × Arabis sagittata[1][2][3][4][5]

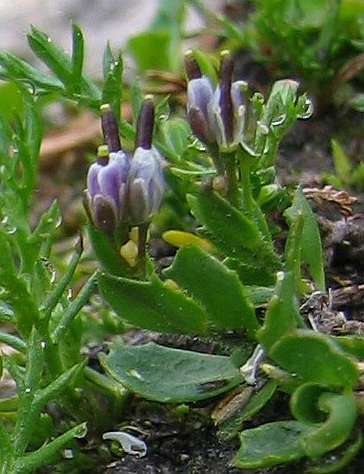
Huseník modrý
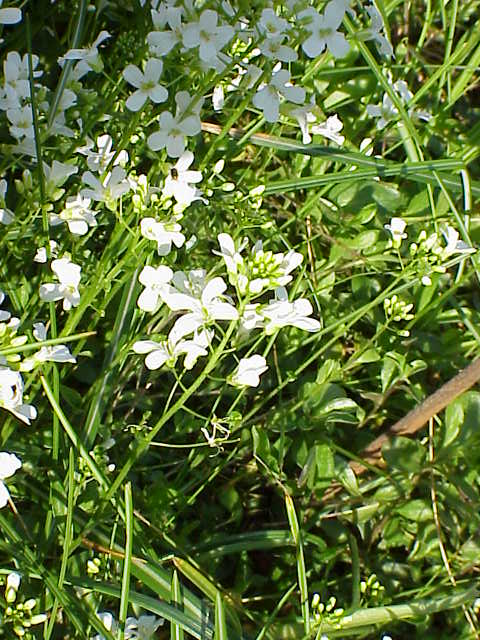
Huseník výběžkatý
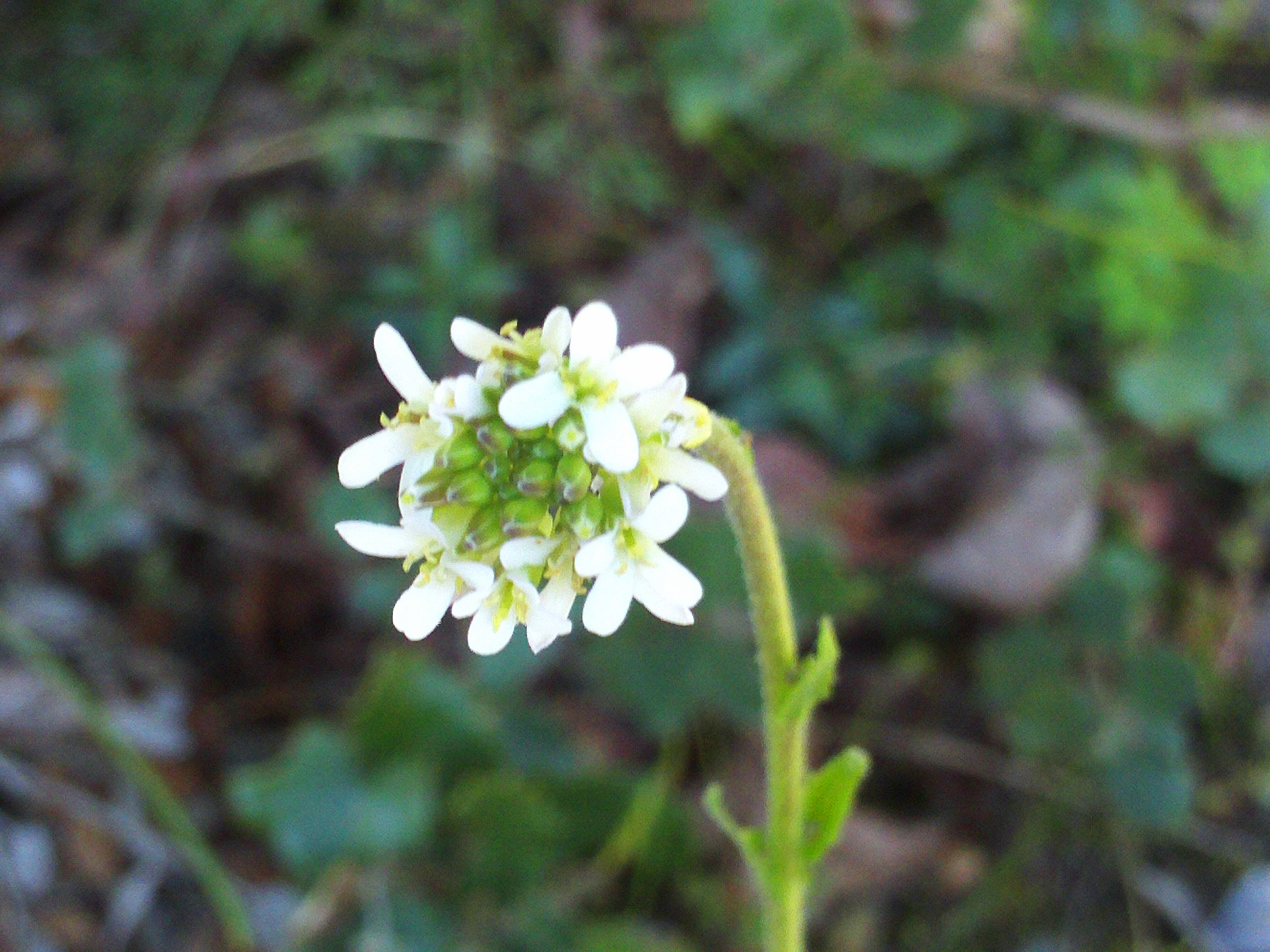
Huseník chlupatý